# Constantin de Domnonée
Constantin de Domnonée (mort après 589) est un roi brittonique de Domnonée insulaire fl. dans la décennie 530.

## Origine
Constantin/Custenhin est connu avec l'épithète de « Gorneu », c'est-à-dire de Cornouailles. Sa  dynastie réputée issue d'Eudaf Hen est connue par le manuscrit du Jesus collège :Gereint m Erbin m Custentin m Tudvawl m Gwrwawr m Gadeon m Cynan m Eudaf hen. Cette liste provient sans doute d'un diptyque liturgique et les noms de la lignée sont énumérés sans préciser les générations. Le personnage de Constantin est associé à la légende arthurienne et est à l'origine du roi Constantin III de Bretagne de Geoffroy de Monmouth, successeur du mythique roi Arthur.

## Constantin et Gildas
Constantin est le premier des tyranni dénoncés par Gildas le Sage pour sa débauche et ses crimes sans doute liés à son accession au trône dans le contexte des problèmes de succession récurrents de l'époque dans les royaumes brittoniques.
Le roi Constantin, chien (ou petit ?) de l'immonde lionne de Domnonée n'est pas sans avoir commis un sacrilège abominable. Cette année-là, par un terrible serment il s'engagea à ne faire aucun tort à ses sujets. Ceux-ci étaient confiants d'abord en Dieu puis en la valeur du serment et enfin en leurs compagnons, les chœurs des moines et en leur mère l'église. Puis dans le sein auguste de leurs deux mères, l'église et leur mère de chair, sous le manteau d'un saint abbé il déchira cruellement les tendres flancs et le cœur de deux jeunes princes et de leurs deux gardes(...) Et ceci ne survint même pas après une conduite antérieure louable. Au contraire peu d'années auparavant, vaincu par la puanteur de nombreux adultères successifs il avait répudié son épouse légitime malgré l'interdiction du Christ
Selon les Annales Cambriae Constantin se serait finalement « converti au seigneur » en 589 peut-être après avoir abdiqué ou été déposé et exilé. Le même évènement est relevé en 587 dans les  Annales de Clonmacnoise et en 588 dans les Annales d'Ulster et dans celles de Tigernach . Il a comme successeur son fils Erbin, père d'un Geraint  ancêtre putatif et homonyme de Geraint de Domnonée

## Article lié
- Constantin III de Bretagne
- Grande-Bretagne post romaine
- Domnonée